# Clan Naitō
Le clan Naitō (内藤氏, Naitō-shi) est un clan japonais qui prétend descendre de Fujiwara no Hidesato. Les Naitō deviennent daimyos durant l'époque d'Edo.